# Birkenfeld (Hildburghausen)
Birkenfeld ist ein Stadtteil der Stadt Hildburghausen im Landkreis Hildburghausen in Thüringen.

## Lage
Birkenfeld liegt im südöstlichen Randgebiet von Hildburghausen in der Nähe zur Bundesstraße 89 und südlich der Werra.

## Geschichte
Bereits 802–817 wurde Birkenfeld erstmals urkundlich genannt und die Unterlagen archiviert.
In dem Stadtteil befindet sich ein Psychiatrisches Pflegeheim. Der Stirnberg, die Hohe Wart und der Massenhäuser Grund sind Orte der Entspannung für die Bürger und Gäste der Stadt. Der Ort wurde 1974 eingemeindet.